# Наумов, Андрей Зиновьевич
Андрей Зиновьевич Наумов (1891—1950) — советский военачальник, участник Первой мировой, Гражданской и Великой Отечественной войн. Генерал-майор (1940, впоследствии лишён воинского звания). В 1941 году попал в немецкий плен, стал коллаборационистом. После войны в СССР осужден и расстрелян по приговору суда.

## Биография
Андрей Наумов родился 19 ноября 1891 года в деревне Чистопольские Выселки Казанской губернии в крестьянской семье. После окончания сельской школы работал столяром. 
В 1911 году Наумов был призван в Русскую императорскую армию. Принимал участие в Первой мировой войне на Северо-Западном фронте, дослужился до старшего унтер-офицера, был ранен. 
25 апреля 1918 года Наумов добровольно вступил в Рабоче-Крестьянскую Красную Армию. Принимал участие в Гражданской войне в боевых действиях против войск Колчака. После войны до 1926 года командовал ротой и батальоном. В 1926 году окончил командную пехотную школу в Москве, затем до 1931 года командовал различными стрелковыми подразделениями. В 1931—1932 годах Наумов служил в должности заместителя командира полка. Затем он окончил Высшие стрелково-тактические курсы усовершенствования командиров пехоты «Выстрел» и до 1938 года командовал стрелковым полком. В 1938—1939 годах Наумов занимал должность заместителя командира дивизии. 10 февраля 1939 года ему было присвоено звание комбрига, в тот же день Наумов был назначен командиром 13-й стрелковой дивизии Белорусского особого военного округа. В сентябре — октябре 1939 года в ходе Польской компании во главе дивизии принимал участие в походе РККА в Западную Белоруссию в составе конно-механизированной группы Белорусского фронта. 4 июня 1940 года ему было присвоено звание генерал-майора.
В начале Великой Отечественной войны дивизия Наумова действовала в составе 5-го стрелкового корпуса 10-й армии Западного фронта. Принимал участие в приграничном Белостокско-Минском сражении. В ночь на 26 июня 1941 года 13-я стрелковая дивизия получила приказ на отход в район Супрасльской пущи (северо-восточнее Белостока), но на марше попала под авианалёт и была уничтожена. Разрозненные остатки 13-й стрелковой дивизии начали отход через Белосток к Волковыску и далее, пытались пробиться на восток через реку Зельвянка, но успеха не имели и рассеялись на мелкие группы ввиду потери управления. Почти весь личный состав погиб в котле окружения или попал в плен.. 
Командир дивизии генерал-майор Наумов переоделся в гражданскую одежду и скрылся. Он попал в облаву на станции Осиповичи, убедил немцев, что он гражданское лицо и был через некоторое время отпущен. Добрался до Минска, где жили его родственники. Однако кто-то его выдал и 18 октября 1941 года Наумов был арестован немцами в своей квартире. Первоначально он содержался в Минской тюрьме, через два месяца переведён в лагерь военнопленных в Минске. Члены подпольного горкома обсуждали план освобождения генерала Наумова. Они намеревались подкупить охрану минской тюрьмы. Стоимость такой акции составляла 100 рублей золотом. Однако, Исай Казинец воспротивился этому. В апреле 1942 года переправлен в лагерь в городе Калвария (Литва), а оттуда — в концлагерь Хаммельбург. Там он стал сотрудничать с лагерной администрацией (по другим данным, согласился на сотрудничество ещё в Минске), вёл пронемецкую агитацию, активно занимался вербовкой военнопленных в «восточные батальоны». Именно Наумов выдал немцам подпольную организацию военнопленных в Хаммельбурге и её руководителей генерал-майоров И. М. Шепетова и Г. И. Тхора, полковника Продимова, подполковника Новодарова и других (казнены немцами).
В награду Наумов был освобождён и зачислен в военно-строительную организацию Тодта: начальник строевого отдела одного из лагерей этой организации под Берлином, затем комендант военно-строительного участка в Борисове. В мае 1943 года большая группа бывших военнопленных, работавших на этом участке совершила побег и ушла к партизанам. За это немцы арестовали Наумова и отправили в лагерь для подозрительных «Фольксдойче» в Лодзь. В августе 1944 года его вновь освободили и отправили с семьёй в Берлин, где он работал на трикотажной фабрике «Клаусс».
По некоторым данным, сумел выбраться из Берлина при приближении к нему советских войск и добрался до американской зоны оккупации. Однако был задержан американскими войсками и репатриирован. Арестован в лагере для репатриированных лиц 23 июля 1945 года. В декабре 1946 года уволен из РККА. На следствии и на суде признал себя виновным.
19 апреля 1950 года Военная коллегия Верховного Суда СССР осудила бывшего генерал-майора Андрея Наумова по статье 58—1 п. «б» УК РСФСР за измену Родине в виде перехода на сторону врага и сотрудничество с гитлеровцами, приговорив его к высшей мере наказания. Приговор был приведён в исполнение тот же день. 
Позднее по приговору суда лишён государственных наград. Не реабилитирован.